# Otto Witt (psalmförfattare)
Per Otto Holger Witt, född 3 augusti 1848 i Malmö Karoli församling, Malmöhus län, död 25 augusti 1923 i Sankt Matteus församling, Stockholms stad, var en svensk präst, missionär och psalmförfattare. 
Otto Witt var präst och missionär i Svenska kyrkan samt psalmförfattare men var senare verksam i Helgelseförbundet och Pingströrelsen. Han finns representerad i flera psalmböcker, bland annat Frälsningsarméns sångbok (FA), Psalmer & Sånger (P&S), Segertoner 1930 (Seger).
Från våren 1876 var Witt verksam som präst på Svenska kyrkans missionsstation Entumeni, i nuvarande Syd-Afrika. Han anlände dit tillsammans med sin fru, lärarinnan Elin f Pallin (1848-1923) och han var i biskopens ställe, under dennes frånvaro, föreståndare för stationen. Witt översatte Svenska kyrkans Handbok och Evangelier till zulu samt kunde 1884 tillsammans med biskop Schreuder ge ut en psalmbok på zulu med 100 psalmer, varav 70 var översättningar av Witt. 
1879 tvingades Witt, på grund av anglo-zulukriget, lämna missionsstationen Oscarsberg i Sydafrika. När han reste hem med sin familj hade han också med sig en ung man, Josef Zulu, som kom att stanna i Sverige i flera år och så småningom prästvigdes i Uppsala.
Otto Witt framställs som en pacifistisk missionär med alkoholproblem i filmen Zulu från 1964, där han spelas av Jack Hawkins.

## Psalmtexter
- Bliv kvar hos mig - se dagens slut är när, översättning från engelska. ( Nya psalmer 1921 nr 651) Finns på Wikisource.
- De sträcka mörka händer ut (Segertoner 1930 nr 335)
- Det var i Jesu dyra blod (Segertoner 1930 nr 228)
- Djup, bred, helig och mäktig (Segertoner 1930 nr 235)
- Djup och ofattlig, underbar (Segertoner 1930 nr 220)
- Djupare, o Jesus, i din kärlek (Segertoner 1930 nr 216)
- Då Jesus bjudning ger dig (Segertoner 1930 nr 229)
- Då min själ böjde sig (Segertoner 1930 nr 236)
- Där tamariskens skugga ner på mjuka tuvan (Segertoner 1930 nr 322)
- Där vilda vågor rasa på livets stora hav (Segertoner 1930 nr 267)
- En gång jag av lagen blev tuktad och skrämd (Segertoner 1930 nr 36)
- En ström nu flödar ifrån Golgata (Segertoner 1930 nr 215)
- En underbar dag skall sig te för vår syn (Segertoner 1930 nr 301)
- Fast mörka moln sig hopa (Segertoner 1930 nr 276)
- Från min synd är jag fri (Segertoner 1930 nr 271)
- Förbliv hos mig, ty natten faller på (Segertoner 1930 nr 318) Finns på Wikisource.
- Guds Son med genomstungen hand (Segertoner 1930 nr 214)
- Han frälste mig. Han frälste mig (FA nr 830)
- Har du funnit din viloplats i Jesus (Segertoner 1930 nr 211)
- Har du hört förtäljas om Jesu död (Segertoner 1930 nr 204)
- Har du prövat att bära din börda (Segertoner 1930 nr 275)
- Helig eld nu känner jag (Segertoner 1930 nr 250)
- Herrens stora, sköna dag (Segertoner 1930 nr 286)
- Himlens helighet är stor (Segertoner 1930 nr 210)
- Hur ljuvligt namnet Jesus är (Segertoner 1930 nr 422)
- I evig kärlek kom Guds Lamm (Segertoner 1930 nr 210)
- I synd jag en gång vandrat, förlorad hjälplös trött (Segertoner 1930 nr 325)
- Inför Pilatus där står Guds Lamm (Segertoner 1930 nr 201)
- Jag flydde från Egypten, ty hjälpen nära var (Segertoner 1930 nr 237)
- Jag funnit har en sådan vän (Segertoner 1930 nr 270)
- Jag längtar dit upp (Segertoner 1930 nr 292)
- Jag seglar fram uppå livets hav (Segertoner 1930 nr 280)
- Jag sjunger en sång från morgon till kväll (Segertoner 1930 nr 258)
- Jag vill hemåt gå uppå korsträdets väg (Segertoner 1930 nr 213)
- Jag vill höja lovsångstoner till min kung (Segertoner 1930 nr 259)
- Jag är frälst och följer nu blott Herrens ledning (Segertoner 1930 nr 238)
- Jag är nu på väg till himlen (Segertoner 1930 nr 317)
- Jesus, det renast, ljuvaste, vänaste (Segertoner 1930 nr 283)
- Jesus skall komma med änglarnas här (Segertoner 1930 nr 299)
- Just han, som en gång gick på vattnet (Segertoner 1930 nr 281)
- Låt oss lyfta hjärtat uti lov och pris (Segertoner 1930 nr 257)
- Med en evig kärlek stor (Segertoner 1930 nr 260)
- Min Frälsare mig löste (Segertoner 1930 nr 209)
- Min herde är Herren (Segertoner 1930 nr 217)
- Min Konungs namn är en klippa stark (Segertoner 1930 nr 333)
- Må all jordens fröjd försvinna (Segertoner 1930 nr 233)
- Måhända, när stjärnorna blekna alltmera (Segertoner 1930 nr 402)
- Ned från himmelska höjder (Segertoner 1930 nr 295)
- Nåd strömmar från Golgata (Kristus vandrar bland oss än nr 4)
- När Guds gamla Israel stam för stam (Segertoner 1930 nr 312)
- När Jesus för tronen skall samla (Segertoner 1930 nr 300)
- Sanna och hängivna, trogna och glada (Segertoner 1930 nr 240)
- Själv blott ett intet, intet (Segertoner 1930 nr 241)
- Stilla, min själ, för Jesus (Segertoner 1930 nr 208)
- Stor är herrens nåd den rika (Segertoner 1930 nr 261)
- Säg ett litet ord om Jesus (Segertoner 1930 nr 293)
- Säg, varför ej mottaga frälsning just nu (Segertoner 1930 nr 224)
- Tala Gud, tala Gud (FA nr 773)
- Till den okända trakt vill jag gå (Segertoner 1930 nr 296)
- Till fasornas ort (Segertoner 1930 nr 212)
- Tänk, när jag får möta Jesus ansikte mot ansikte (P&S nr 742)
- Tänk, när jag min Herre skådar (Segertoner 1930 nr 329)
- Underbart synes det mig (Segertoner 1930 nr 234)
- Var ej bekymrad vad än som sker (Segertoner 1930 nr 234, FA nr 596 m. fl.)
- Vid älvarna i Babylon (Segertoner 1930 nr 336)
- Vilken sällhet oss väntar där ovan (Segertoner 1930 nr 289)